# Valicha
«Valicha» es una canción con ritmo de huayno escrita en 1945 por Miguel Ángel Hurtado Delgado.
La melodía surge primero en 1942 en la composición Tusuy (en quechua: 'Baile'), que incluía la melodía de lo que sería luego Valicha y unos versos en español. Posteriormente, su hermano Evencio Hurtado adaptaría la letra al quechua, que es de la forma en que se hace conocida, en especial a partir del Concurso Folclórico Regional de 1945, donde participa Evencio y gana el primer lugar.

## Inspiración
La inspiración para la composición de Valicha surge de la experiencia amorosa de Miguel Ángel Hurtado con Valeriana Huillca Condori (cuyo diminutivo era Valicha, el mismo nombre de la canción).  Ambos se conocieron en el pueblo de Acopia (Provincia de Acomayo, departamento del Cusco), donde residían los padres de Hurtado. Miguel Ángel llegaba de Lima durante las vacaciones escolares y mantuvo una relación furtiva con Valeriana, campesina quechuahablante.  La relación se rompió poco antes de que Valicha fuera enviada al Cusco por órdenes de sus padres, los cuales estaban dispuestos a separarlos por rechazo a Miguel Ángel.
El domingo 18 de mayo de 2014 se informó de la muerte de Huillca Condori, deceso acontecido en la ciudad de Acopia, provincia cusqueña de Acomayo. "Valicha" falleció a los 101 años de edad.

## Cambios en la letra
El 3 de julio de 2014 el portal de noticias RPP reportó una crónica de cómo existen al menos dos versiones de la letra creadas por el autor original. La primera halaga a Valeriana Huillca pero la segunda, debido a una condena machista a algunas acciones de Valeriana, la crítica a inclusive puede ser considerada ofensiva. Ambas versiones se encuentran registradas. La primera fue inscrita en la Biblioteca Nacional en la Partida N.º 558 en 1947 y “Valicha” en la partida N.º 239 – 1958.